# 名越家昌
名越 家昌（なごし いえまさ、生年未詳 - 寛永6年4月14日（1629年6月5日））は、安土桃山時代から江戸時代初期に活躍した釜師。茶人。父は名越善正、兄に名越三昌、名は弥五郎、号を随越という。

## 経歴
- 慶長19年（1614年）、「国家安康、君臣豊楽」で知られる方広寺大梵鐘の鋳造に当たり、兄の名越三昌と共に多数の鋳物師を統率して完成させた。この功績により越中少掾、「日本鋳物師棟梁」と名乗ることを許された。
- その後江戸幕府の命で江戸に行き、江戸名越家を興し、京都で没した。
- 茶の湯を古田織部より学んだ。

## 作品
- 日光市の慈眼大師堂に銅灯籠1基が残されている。

## 子孫
- 江戸名越家は代々弥五郎を称し幕府御用釜師として幕末まで存続、現在でも子孫が釜作を行っている。

## 参考資料
- 大西清右衛門『茶の湯の釜』淡交社、2004年　ISBN 4473031438